# Dôme de Rochefort
Dôme de Rochefort – szczyt w Masywie Mont Blanc, w grupie górskiej Jorasses. Leży na granicy między Francją (departament Górna Sabaudia) a Włochami (region Dolina Aosty). Szczyt można zdobyć ze schronisk Refuge des Cosmiques (3613 m) po stronie francuskiej oraz Rifugio Torino (3322 m i 3375 m 2 budynki) po stronie włoskiej.
Pierwszego wejścia dokonali J. Eccles, M.-C. Payot i A. Payot 1876 r.